# Akim Tamiroff

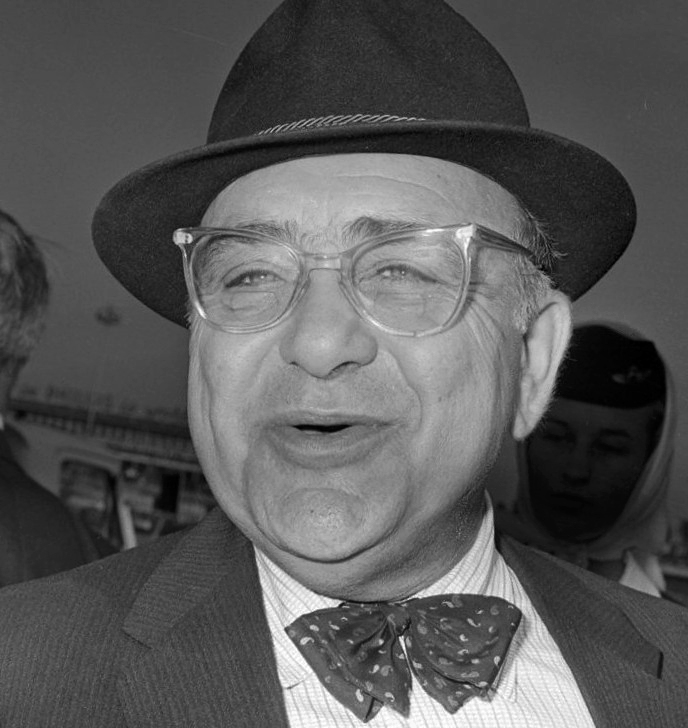
Akim Tamiroff bei einem Aufenthalt in den Niederlanden (1964)

Akim Tamiroff (russisch Аким Тамиров/Akim Tamirow; * 29. Oktober 1899 in Baku, Russisches Kaiserreich; † 17. September 1972 in Palm Springs, Kalifornien, USA) war ein russisch-amerikanischer Schauspieler armenischer Herkunft.

## Leben
Nach einer Ausbildung an der Moskauer Schauspielschule entschied Akim Tamiroff sich 1923 während einer USA-Tournee, in Amerika zu bleiben. Gemeinsam mit seiner Frau, der Schauspielerin Tamara Shayne und Schwester des Schauspielers Konstantin Shayne, schloss er sich Nikita Balieffs „Théâtre de la Chauve-Souris“ an. Daneben trat er auf verschiedenen New Yorker Bühnen auf und führte dort eine Schule für Maskenbildnerei.
Als Filmdarsteller begann er nach der Einführung des Tonfilms in kleinen Rollen in Filmen großer Hollywood-Unternehmen wie Universal Pictures, MGM und RKO Pictures. Tamiroffs Markenzeichen waren seine untersetzte Statur, sein dunkles Haar, dicke Augenbrauen und eindringliche Augen; oft trug er einen schwarzen Schnurrbart. Bereits seit den 1930er Jahren wurde er – nicht zuletzt wegen seines schweren russischen Akzents – häufig als Ausländer eingesetzt, z. B. als Zigeuner (Storm at Day Break), Spanier (Königin Christina), Türke (The Merry Widow), Italiener (Sadie McKee, The Winning Ticket), Deutscher (The Great Flirtation), Franzose (Now and Forever, Paris in Spring), Inder (Bengali), Mexikaner (Chained, Go Into Your Dance) und natürlich auch als Russe (z. B. Whom the Gods Destroy, Black Fury, China Seas). Seine erste größere Rolle spielte Tamiroff 1936 in einem Kriminalfilm der Paramount Pictures – Woman Trap –, in dem er einen mexikanischen Ganoven verkörpert, der aus seiner Komplizenschaft mit einem New Yorker Gangster Profit zu schlagen versucht. Weitere wichtige Nebenrollen folgten in The General Died at Dawn, The Jungle Princess (1936, mit Dorothy Lamour), Her Husband Lies, dem Michael Strogoff-Film The Soldier and the Lady und King of Gamblers (alle drei 1937).
Seine erste Hauptrolle spielte Akim Tamiroff 1937 in Charles Vidors Kriminalfilm The Great Gambini, in dem er neben Marian Marsh einen berühmten Zauberkünstler verkörpert, der in allerlei Verbrechen verwickelt ist. 1938 folgte eine weitere große Rolle in Cecil B. DeMilles Piratenfilm The Buccaneer. Gleich danach stand Tamiroff für Robert Floreys Meisterwerk Dangerous to Know (1938) vor der Kamera. Neben Anna May Wong und Gail Patrick erscheint er darin in der Rolle eines machtvollen Gangsters, der mit kriminellen Mitteln die Liebe einer reichen, aber integren Frau zu gewinnen versucht. In dem Western Ride a Crooked Mile spielte Tamiroff einen harten russischen Einwanderer, der sich einer Bande von Viehdieben anschließt und darüber seinen moralisch weniger unzuverlässigen erwachsenen Sohn verliert. 1939 trat er in King of Chinatown erneut neben Anna May Wong auf, diesmal in der Rolle eines mächtigen Unterwelt-Bosses, der von den eigenen Leuten gestürzt wird. Weitere Hauptrollen spielte er in Floreys Spionagethriller The Magnificent Fraud (1939) und in Louis Kings Schicksalsfilm The Way of All Flesh (1940).
Einen Golden Globe als bester Nebendarsteller und eine Oscar-Nominierung in der gleichen Kategorie errang Akim Tamiroff 1943 mit der Rolle des Guerilleros Pablo in Sam Woods Hemingway-Adaption Wem die Stunde schlägt Im selben Jahr hatte er eine weitere bedeutende Rolle als ägyptischer Hotelbesitzer in Billy Wilders Fünf Gräber bis Kairo.
Nach dem Ende des Zweiten Weltkrieges erschien er in zahlreichen weiteren Filmen, mit einer größeren Rolle unter anderem in Richard Thorpes Filmmusical Mexikanische Nächte (Fiesta) (1947).
Ab den 1950er-Jahren wirkte Tamiroff an vielen Produktionen des damals populär werdenden Fernsehens mit. Ein Kassenerfolg war in dieser Zeit nur Anatole Litvaks Melodram Anastasia (1956) mit Ingrid Bergman. Auch in billigen Horrorfilmen (z. B. The Black Sleep) trat er in dieser Zeit gelegentlich auf. Aus filmhistorischer Sicht waren die 1950er Jahre für Tamiroff vielleicht das wichtigste Jahrzehnt, denn sie waren auch die Zeit der Zusammenarbeit mit Orson Welles. Erstmals in Berührung gekommen waren die beiden Männer während der Dreharbeiten für Gregory Ratoffs Historienabenteuer Black Magic (1949), in dem Welles die Rolle des Alchemisten und Hochstaplers Cagliostro spielte; Tamiroff stand als sein Komplize Gitano vor der Kamera. 1955 trat Tamiroff in Welles’ in Europa gedrehtem Thriller Herr Satan persönlich als Schneider Jakob Zouk auf. Im selben Jahr arbeitete Welles auch an einer Adaption des Romans Don Quijote, bei der Tamiroff neben Francisco Reiguera als Sancho Pansa auftrat; das Filmprojekt musste jedoch aufgegeben werden und konnte erst 1992 in einer nachträglich bearbeiteten Version herausgebracht werden. 1958 folgte Welles’ Meisterwerk Im Zeichen des Bösen, in dem Tamiroff den mexikanischen Drogenboss „Onkel Joe Grandi“ spielte. In der Kafka-Verfilmung Der Prozeß (1962) hatte er nur eine winzige Rolle.
In den 1960er Jahren arbeitete Akim Tamiroff meist in Europa, wo er in Filmen wie Die schwarze Tulpe (1962, mit Alain Delon) erschien. Kleine Rollen spielte er in den erfolgreichen amerikanischen Abenteuerfilmen Topkapi (1964) und Lord Jim (1965). Seinen letzten Auftritt hatte er 1970 in dem israelisch-französischen Spionagefilm Moto Shel Yehudi.
Tamiroff starb im Alter von 72 Jahren am 17. September 1972 an Krebs.

## Preise
Sein Auftritt in Lewis Milestones Abenteuerfilm The General Died at Dawn (1936) brachte Akim Tamiroff 1937 eine Nominierung für den Oscar (Bester Nebendarsteller) ein; den Preis gewann Walter Brennan (Come and Get It). 1944 gewann Tamiroff als Nebendarsteller in Wem die Stunde schlägt einen Golden Globe; auch für den Oscar wurde er nominiert, unterlag jedoch gegen Charles Coburn (The More the Merrier).

## Filmografie (Auswahl)
- 1933: Königin Christine (Queen Christina)
- 1933: Zwischen heut und morgen (Gabriel Over the White House)
- 1933: Die Legion des Todes (The Devil’s in Love)
- 1934: Zwei Herzen auf der Flucht (Fugitive Lovers)
- 1934: Die lustige Witwe (The Merry Widow)
- 1934: Treffpunkt: Paris! (Now and Forever)
- 1934: In goldenen Ketten (Chained)
- 1934: Sadie McKee
- 1934: Die scharlachrote Kaiserin (The Scarlet Empress)
- 1935: Bengali (The Lives of a Bengal Lancer)
- 1935: The Big Broadcast of 1936
- 1935: Tolle Marietta (Naughty Marietta)
- 1935: Die öffentliche Meinung (Reckless)
- 1935: In blinder Wut (Black Fury)
- 1935: Frühling in Paris (Paris in Spring)
- 1935: Abenteuer im Gelben Meer (China Seas)
- 1935: Das letzte Fort (The Last Outpost)
- 1935: Go Into Your Dance
- 1935: The Gay Deception
- 1935: Louis Pasteur
- 1936: Nach Mexico verschleppt (Woman Trap)
- 1936: Perlen zum Glück (Desire)
- 1936: Ein rastloses Leben (Anthony Adverse)
- 1936: Der General starb im Morgengrauen (The General Died at Dawn)
- 1936: Die Dschungel-Prinzessin (The Jungle Princess)
- 1937: The Soldier and the Lady
- 1937: Der große Gambini (The Great Gambini)
- 1937: High, Wide and Handsome
- 1938: Der Freibeuter von Louisiana (The Buccaneer)
- 1938: Gefährliche Mitwisser (Dangerous to Know)
- 1938: Piraten in Alaska (Spawn of the North)
- 1939: Union Pacific
- 1940: Der große McGinty (The Great McGinty)
- 1940: Die scharlachroten Reiter (North West Mounted Police)
- 1941: Blutrache (The Corsican Brothers)
- 1942: Tortilla Flat
- 1943: Fünf Gräber bis Kairo (Five Graves to Cairo)
- 1943: Wem die Stunde schlägt (For Whom the Bell Tolls)
- 1943: Die Stubenfee (His Butler’s Sister)
- 1944: Sensation in Morgan’s Creek (The Miracle of Morgan’s Creek)
- 1944: The Bridge of San Luis Rey
- 1944: Drachensaat (Dragon Seed)
- 1944: Das Lied des goldenen Westens (Can’t Help Singing)
- 1946: Ein eleganter Gauner (A Scandal in Paris)
- 1947: Mexikanische Nächte (Fiesta)
- 1948: Blut und Gold (Relentless)
- 1949: Aufruhr in Marokko (Outpost in Morocco)
- 1949: Graf Cagliostro (Black Magic)
- 1953: Der Legionär der Sahara (Desert Legion)
- 1954: Die Rache der schwarzen Maske (Le avventure di Cartouche)
- 1954: Endstation Harem (You Know What Sailors Are)
- 1955: Geständnisse einer Frau (La vedova X)
- 1955: Herr Satan persönlich (Mr. Arkadin)
- 1956: Die Schreckenskammer des Dr. Thosti (The Black Sleep)
- 1956: Anastasia
- 1956: Der Kurier des Zaren (Michail Strogoff)
- 1957: Yangtse-Zwischenfall (Yangtse Incident: The Story of H.M.S. Amethyst)
- 1958: Im Zeichen des Bösen (Touch of Evil)
- 1958: Jakobowsky und der Oberst (Me and the Colonel)
- 1960: Frankie und seine Spießgesellen (Ocean’s Eleven)
- 1961: Die Bacchantinnen (Le baccanti)
- 1961: Romanoff und Julia (Romanoff and Juliet)
- 1961: Der Bandit von Neapel (I briganti italiani)
- 1961: Die Horden des Khan (Ursus e la ragazza tartara)
- 1961: Das Jüngste Gericht findet nicht statt (Il giudizio universale)
- 1962: Cleopatra, die nackte Königin (Una regina per Cesare)
- 1962: Ritt in die Freiheit (Col ferro e col fuoco)
- 1962: Ein sonderbarer Heiliger (The Reluctant Saint)
- 1962: Der Prozeß (Le Procès)
- 1963: Die schwarze Tulpe (La Tulipe noire)
- 1963: Topkapi
- 1964: Die Puppen (Le bambole)
- 1965: Im Reich des Kublai Khan (La fabuleuse aventure de Marco Polo)
- 1965: Lord Jim
- 1965: Jagt den Fuchs! (Caccia alla volpe)
- 1965: Lemmy Caution gegen Alpha 60 (Alphaville, une étrange aventure de Lemmy Caution)
- 1965: An einem heißen Sommermorgen (Par un beau matin d’été)
- 1965: M.C. contra Dr. KHA (Marie-Chantal contre le docteur Kha)
- 1966: Unsere Ehemänner (I nostri mariti)
- 1966: Seitensprung auf italienisch (Adulterio all’italiana)
- 1966: Robin Crusoe, der Amazonenhäuptling (Lt. Robin Crusoe, U.S.N.)
- 1966: Hotel Paradiso
- 1967: Eine Rose für alle (Una rosa per tutti)
- 1968: Die große Katharina (Great Catherine)
- 1968: O tutto o niente
- 1969: Marquis de Sade: Justine
- 1969: 100 Gewehre (100 Rifles)
- 1969: Then Came Bronson (Fernsehserie)
- 1969: Das Mädchen, das nicht ja sagen konnte (Il suo modo di fare)
- 1969: Hochwürden dreht sein größtes Ding (The Great Bank Robbery)
- 1970: Moto Shel Yehudi
- 1992: Don Quijote de Orson Welles (posthum)

## Auszeichnungen
- Golden Globe als bester Nebendarsteller für Wem die Stunde schlägt
- Nominierung für den Oscar als bester Nebendarsteller für Wem die Stunde schlägt